# Frans Hals
Frans Hals (Anversa, 1580 – Haarlem, 26 agosto 1666) è stato un pittore olandese.

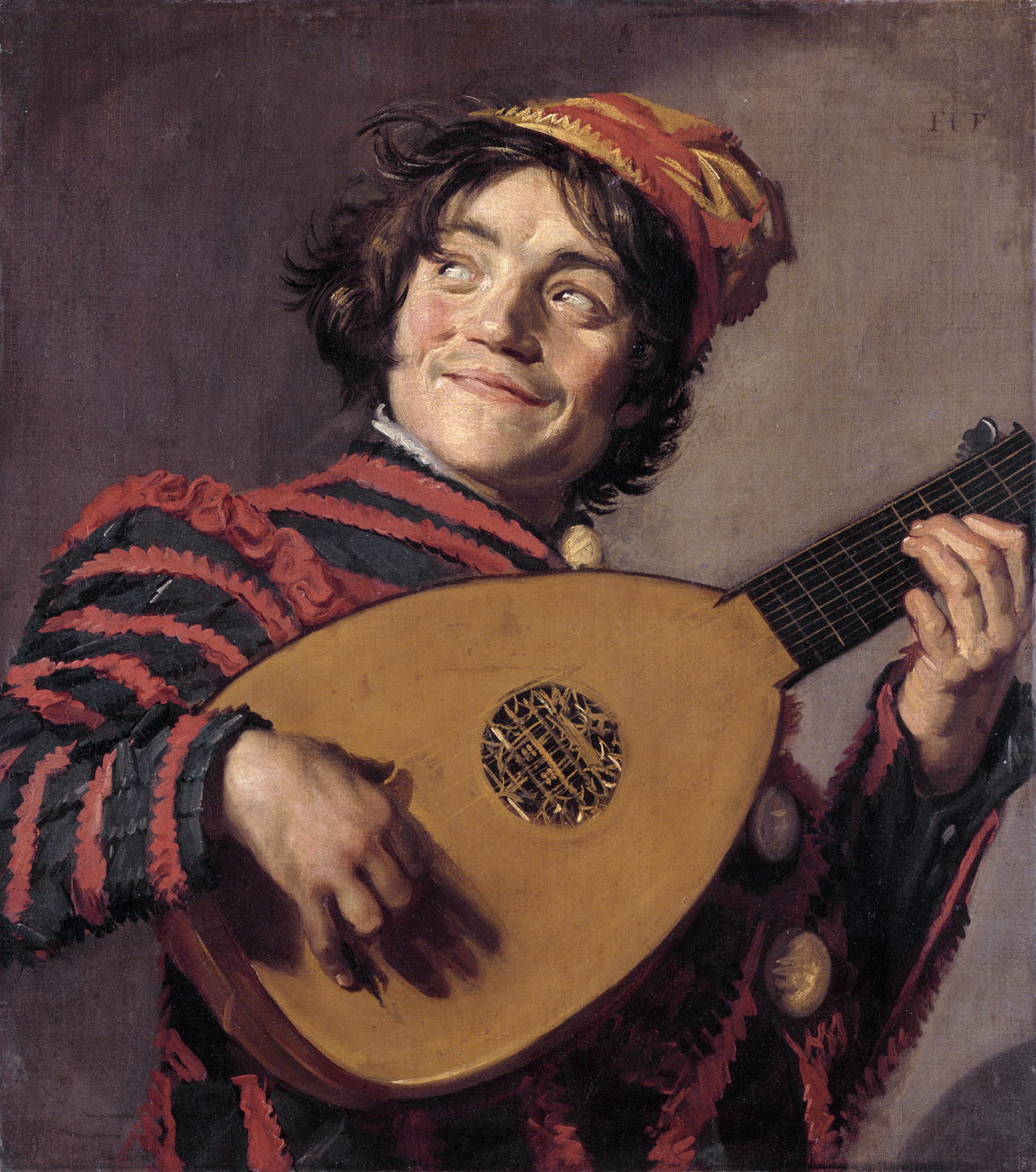
Il suonatore di liuto, 1623-1624

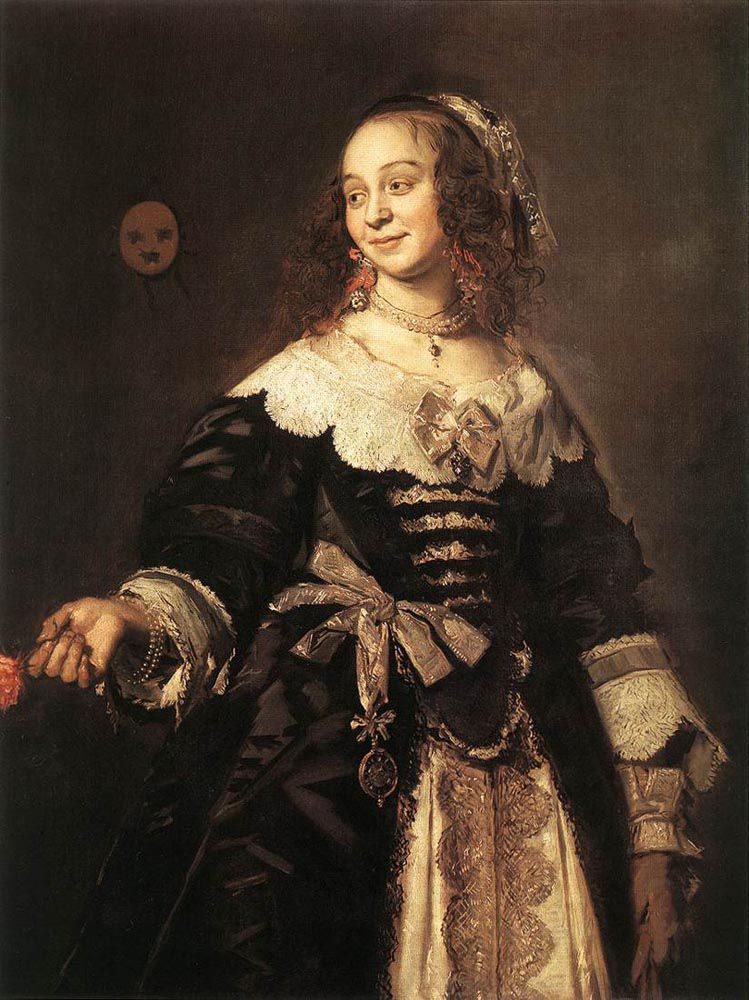
Ritratto di Isabella Coymans, 1652

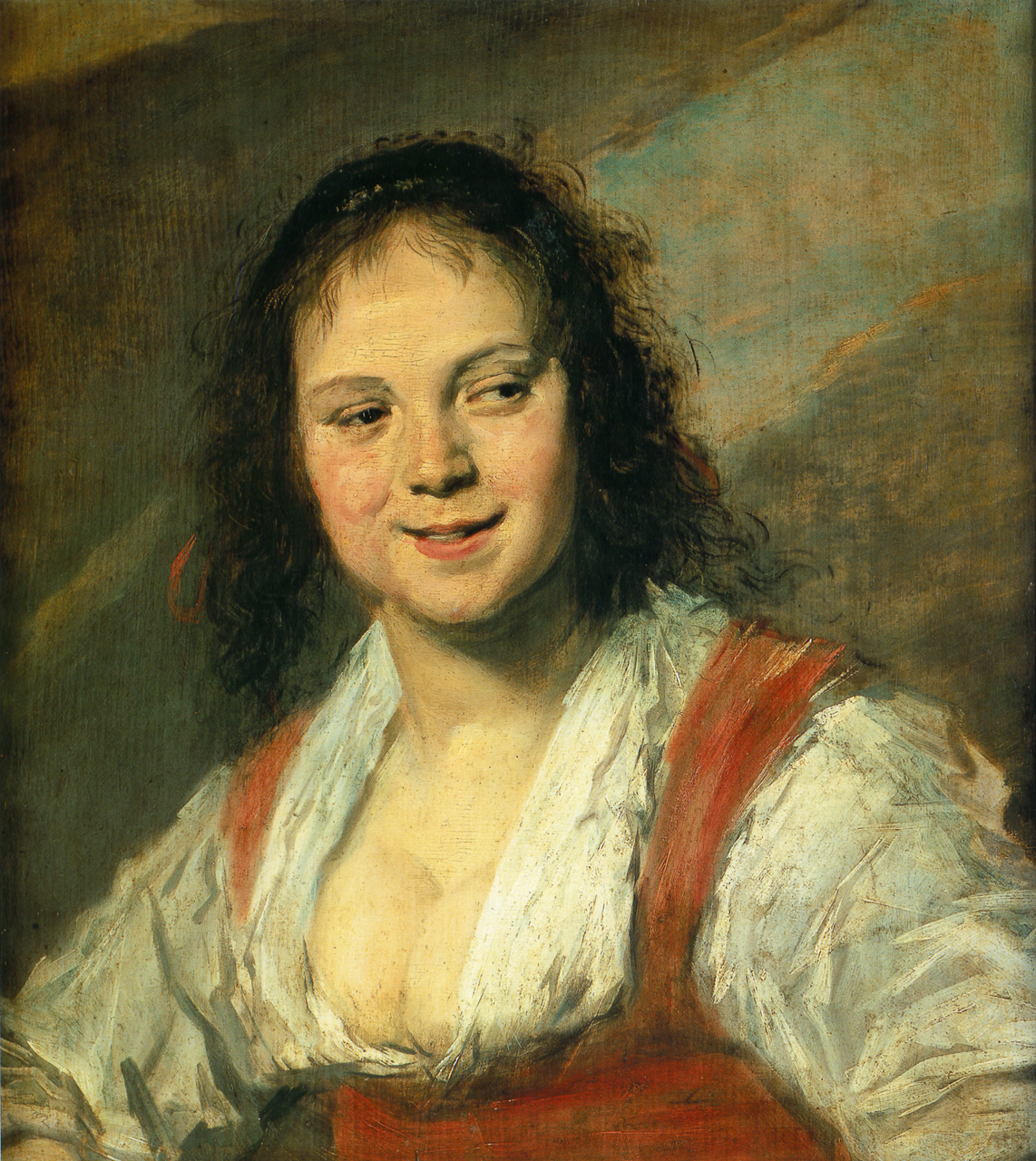
La zingara, 1628-1630

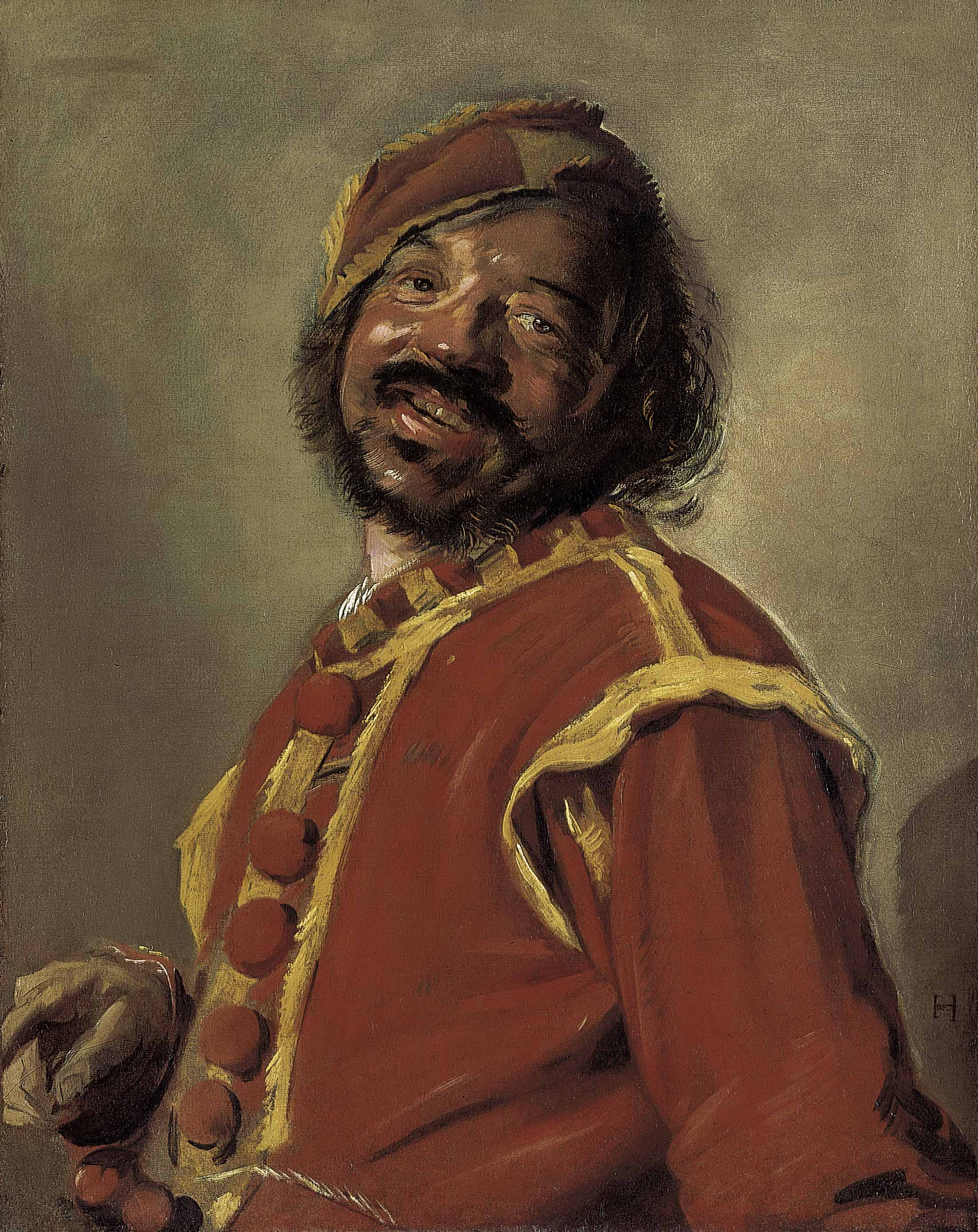
Il mulatto, 1627

Quasi contemporaneo di Rembrandt  operò nei Paesi Bassi durante il cosiddetto periodo d'oro della loro pittura. Da molti considerato secondo solo a Rembrandt stesso in fatto di innovazioni stilistiche, formali e compositive, Frans Hals fu uno dei pittori più prolifici del periodo olandese ed è autore di alcuni tra i più noti ritratti del barocco, divenendo un punto chiave nella storia della fisiognomica.

## Biografia e opere
Hals nacque ad Anversa nel 1580 e presto si trasferì ad Haarlem con la propria famiglia, in seguito alla conquista spagnola della sua città natale. All'età di 27 anni divenne membro della Sint-Lucasgilde, la Gilda di San Luca, una delle più prestigiose associazioni di artisti ed artigiani con sedi tra Anversa, Utrecht, Delft e Leida. Fonti biografiche tramandano notizia delle sue lezioni presso il pittore fiammingo Karel van Mander (1548–1606), ma nessuno dei tratti distintivi di questo artista è riconoscibile in Hals, né nelle opere mature né nei lavori giovanili, rapidamente sviluppati attraverso una straordinaria consapevolezza della propria poetica. 

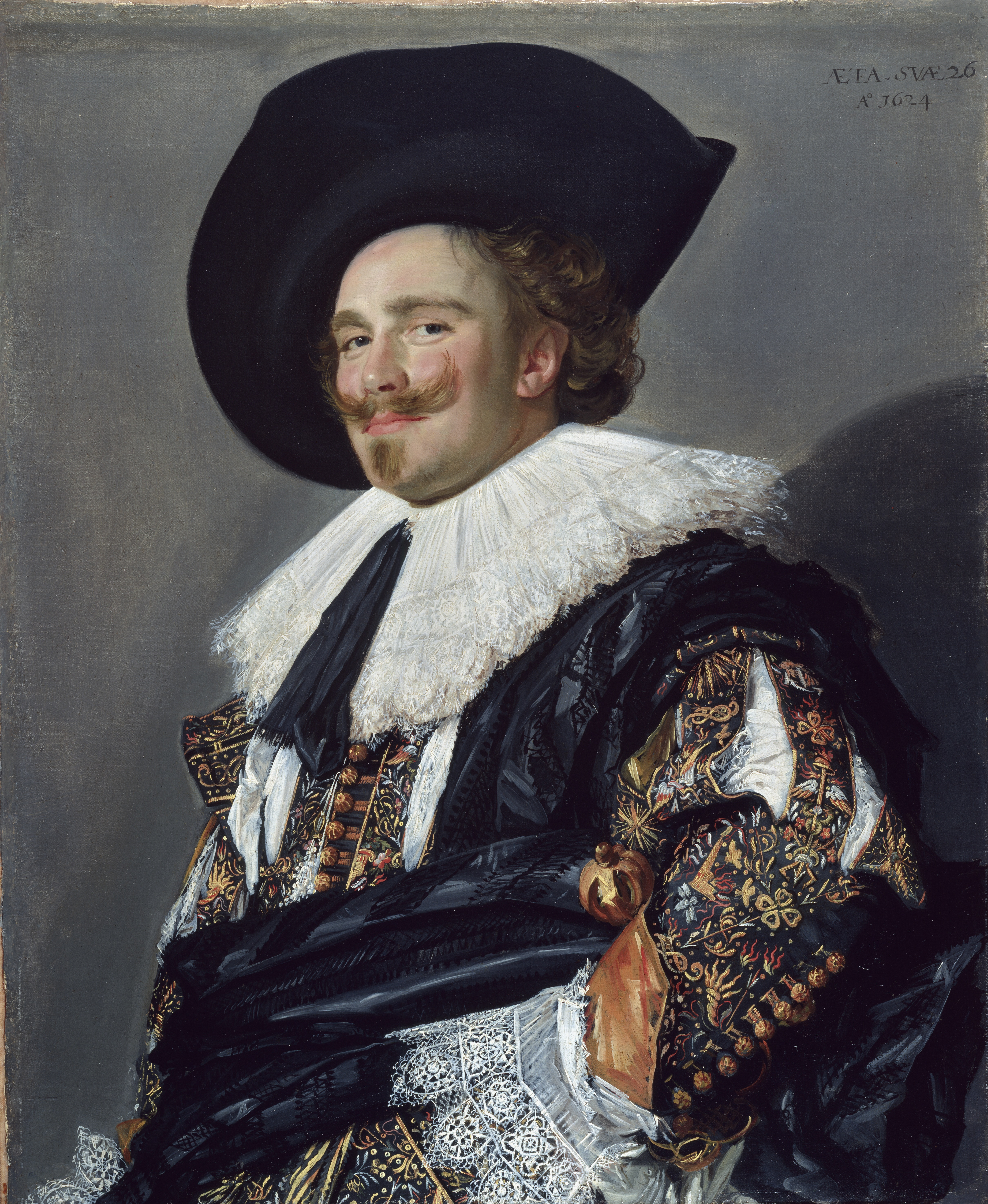
Il Cavaliere ridente del 1624

L'opera che lo portò alla notorietà, ad esempio, è la tela a grandezza naturale intitolata Il banchetto degli ufficiali della Compagnia di San Giorgio ed è datata 1616, ovvero cinque anni dopo il suo primo lavoro (ritratto di Jacobus Zaffius). Alcuni dipinti si distinguono per i dettagli particolarmente preziosi, come quelli della veste del Cavaliere ridente del 1624. Dopo una parentesi da militante nell'esercito durante gli anni della rivoluzione, Hals divenne presidente della Corporazione dei Pittori di Haarlem nel 1644 e, nonostante l'incarcerazione per debiti, rimase un personaggio rispettato negli ambienti della pittura fino alla sua morte nel 1666.

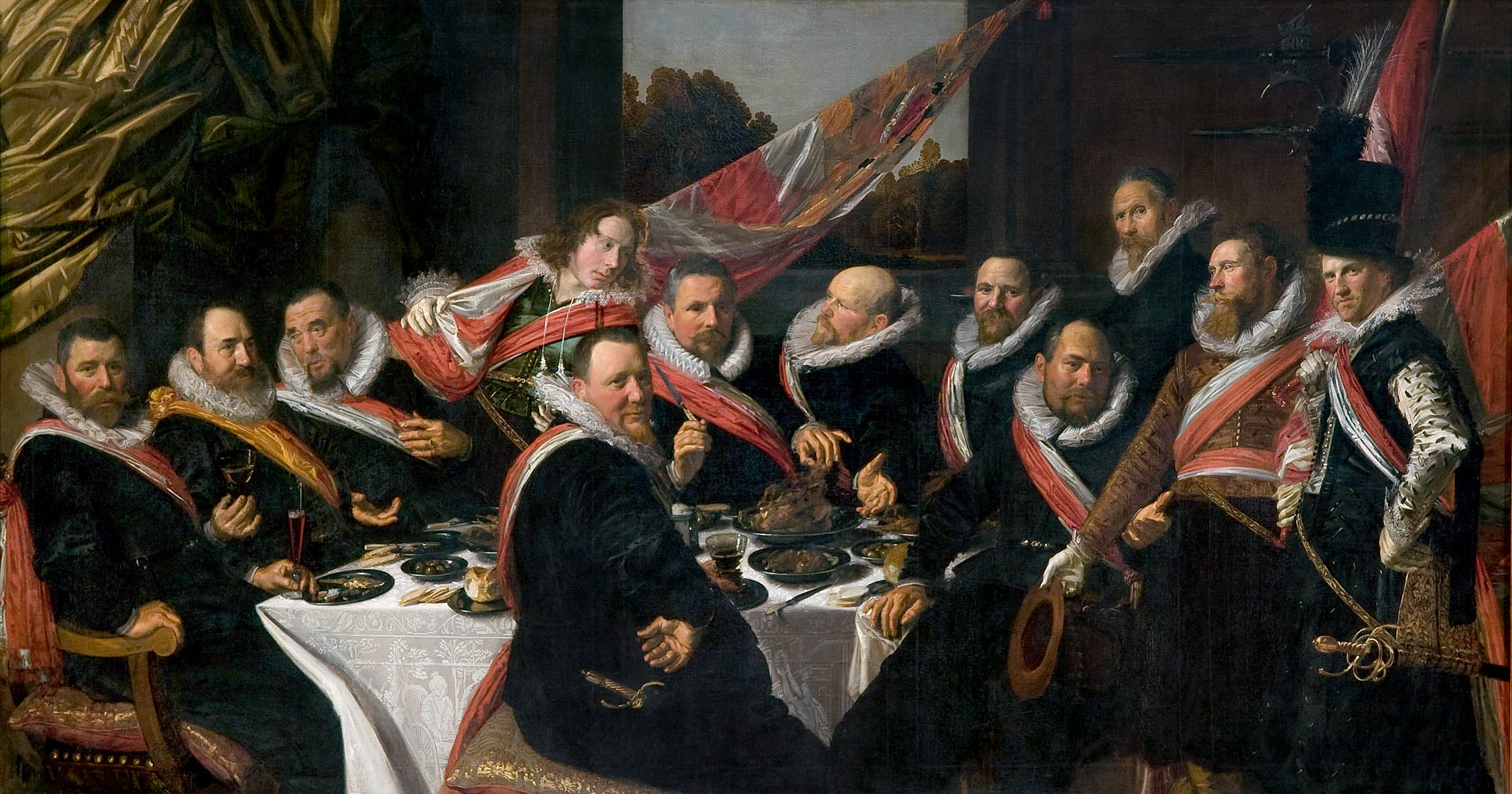
Il banchetto degli ufficiali della Compagnia di San Giorgio del 1616

È probabile che alcuni dei soggetti preferiti delle sue opere non su commissione, ovvero tutte le tele non costituite da ritratti di nobili, alti prelati e borghesi, fossero ispirati ad Hals dalle proprie frequentazioni nella vita quotidiana. Dopo la morte della sua prima moglie Anneke Hermansz nel 1616 ed il suo successivo matrimonio con Lysbeth Reyniers nel 1617, infatti, le fonti attestano il suo amore per l'alcool e per i locali malfamati di Haarlem. Anche a causa del suo stile di vita, non gli furono estranei i problemi economici che tormentarono anche molti altri pittori suoi connazionali: tra le sue attività secondarie alla pittura, si contano il banditore ed il restauratore, ma ben poche testimonianze sono rimaste della sua attività in questi settori.
Il suo filone ritrattistico, invece, nasce probabilmente in seguito alla grande richiesta di questo genere di lavori, anche se non manca di originalità ed innovazione. Difficilmente i visi sono idealizzati e, piuttosto, il pittore si concentra sui moti dell'animo e su uno schietto realismo nelle forme. In questa attività, è probabile che i suoi maestri siano stati prima Adam Van Noort e successivamente Karel van Mander. Si nota anche, nei lavori giovanili, un approfondito studio di Jan van Scorel e Antonio Moro, dal cui solco tuttavia Hals si staccò presto alla ricerca di un proprio originale stile espressivo.

## Il rapporto con Rembrandt
Nonostante sia stato spesso paragonato a Rembrandt, Hals mantiene una propria originalità al di là del suo più illustre contemporaneo. Nella scelta delle atmosfere, innanzitutto, Hals ha sempre privilegiato la luce del giorno e i riflessi del sole sulle ombre argentate, mentre Rembrandt è famoso per i propri studi di contrasti notturni ed il proprio utilizzo di innaturali e ricercati effetti di luminescenza. Si può affermare, in un certo senso, che i due autori siano in qualche modo complementari: stilisticamente Rembrandt costituisce un'ombra laddove Hals si concentra sulla luce, mentre la scelta dei soggetti li vede ricoprire i due ruoli opposti.

## Le opere più famose
- Il banchetto degli ufficiali della Compagnia di San Giorgio, 1616
- Ritratto di coppia, 1622, Rijksmuseum
- Il suonatore di liuto, 1623-1624
- La famiglia Van Campen in un paesaggio, 1623-25 ca.
- Cavaliere ridente, 1624, Wallace Collection, Londra
- San Marco, 1625, Mosca, Museo Puškin delle belle arti
- Giovane con teschio, 1626, Londra, National Gallery
- Il mulatto, 1627, Museo delle Belle Arti di Lipsia
- La zingara, 1628-1630, Parigi, Museo del Louvre
- Malle Babbe 1633-1635, Berlino, Gemäldegalerie

## Omaggi
- A lui è dedicato il Frans Hals Museum, con sede ad Haarlem nei Paesi Bassi.
- A Hals è stato intitolato inoltre il cratere Hals, sulla superficie del pianeta Mercurio.